# Джон Корнин
Джон Корнин III (англ. John Cornyn III; нар. 2 лютого 1952, Х'юстон, Техас) — американський політик-республіканець, сенатор США від штату Техас з 2002 року.

## Біографія
Народився в сім'ї полковника Військово-повітряних сил США Джона Корнина II (John Cornyn II) і Етолін Гейл Денлі (Atholene Gale Danley).

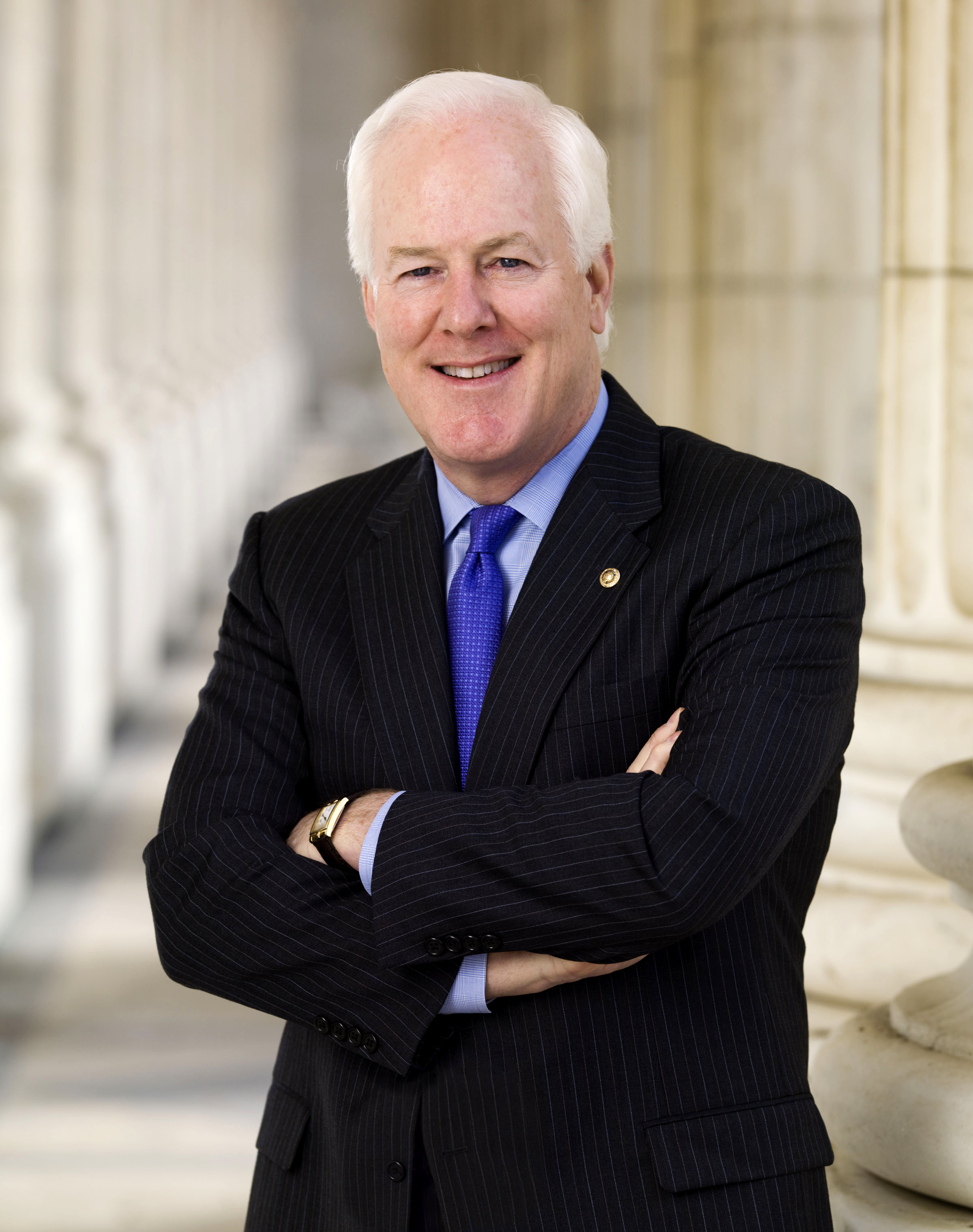
Джон Корнин

У 1973 році Джон Корнин закінчив Техаський університет Триніті у Сан-Антоніо, отримавши ступінь бакалавра мистецтв (BA), його спеціальністю була журналістика. У 1977 році він також отримав ступінь J.D. (Juris Doctor) у Школі права Техаського університету Сент-Мері у Сан-Антоніо, а у 1995 році — ступінь магістра права (LL.M.) у Школі права Віргінського університету.
У 1984–1990 роках Джон Корнин працював районним суддею округу Беар (у Сан-Антоніо). У 1990 році він був обраний членом Верховного суду Техасу — на цій посаді він пропрацював з 1990 по 1997 рік. У 1998 році Джон Корнин переміг на виборах Генерального прокурора Техасу, і приступив до виконання обов'язків 13 січня 1999.
У 2002 році Корнин переміг на виборах сенатора США від штату Техас. Офіційно його робота сенатором США почалася з 2 грудня 2002 року. У 2008 році Корнин був переобраний на другий, а у 2014 році — на третій 6-річний термін, повноваження якого закінчуються 3 січня 2021.

## Політична позиція
Джон Корнін є автором проекту Закону про ленд-ліз для України 2022 року.

## Приватне життя
Джон Корнин одружений з Сенді Хансен (Sandy Hansen), у них є дві дочки.